# Ludo Simons

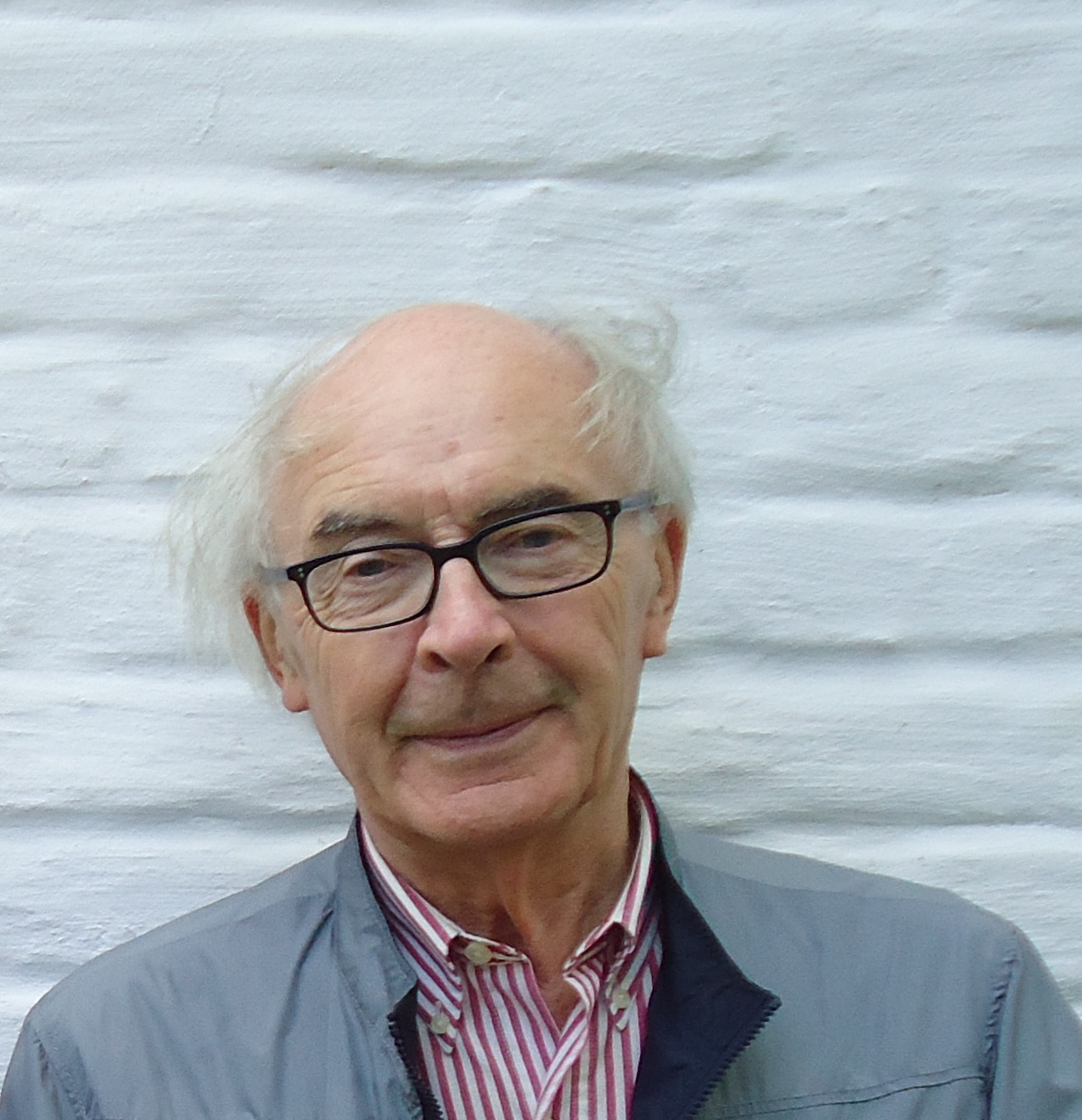
Ludo Simons (2014)

 Ludo Simons (* 20. Juli 1939 in Turnhout) ist ein belgischer Historiker und  Literaturwissenschaftler.

## Leben
Lodewijk Simons ist ein Sohn des flämischen Dichters Jozef Simons (1888–1948) und von Maria Simons-Engels (1894–1981). Er studierte Germanistik an der Katholischen Universität Leuven, erhielt sein Lizentiat 1960 und wurde 1977 mit einer Dissertation über niederdeutsche Literatur im 19. Jahrhundert promoviert (1989 bekrönt mit dem  Johannes-Saß-Preis).
Simons wurde Kurator (1965, ab 1981 Direktor) des Archivs und Museums für flämisches Kulturleben und Direktor (1981) der Antwerpener Stadtbibliothek. Anschließend wurde er Dozent (1978), später Professor für Buch- und Bibliothekswissenschaften an der Universität Antwerpen und der Katholischen Universität Leuven. 1987 Direktor der Universitätsbibliothek Antwerpen, 1987 auch Dozent, später Ordinarius für Buch- und Bibliothekswissenschaft in Antwerpen, ab 1990 auch mit einem Lehrauftrag für Niederdeutsch betraut, 2004 emeritiert.
In diesen Positionen spielte er eine wichtige Rolle beim kulturellen Kontakt zwischen Flandern und den Niederlanden. Er war viele Jahre Redaktionssekretär der Zeitschrift Dietsche Warande & Belfort, die von seinem Lehrer und Freund Albert Westerlinck geleitet wurde. Langjähriges Mitglied und Vorsitzender des Kuratoriums des Joost-van-den-Vondelpreises der  Westfälischen Wilhelms-Universität Münster und Mitglied des Kuratoriums des  Hansischen Goethepreises.
Er ist Ehrenmitglied der Königlich Flämischen Akademie Belgiens für Wissenschaften und Künste.
Ludo Simons ist seit 1970 verheiratet mit Leentje Vandemeulebroecke (* 1942), Pseudonym Jo Gisekin, und hat mit ihr drei Kinder.

## Schriften (Auswahl)
- Vlaamse en Nederduitse Literatuur in de 19de Eeuw. Gent 1982.
- Het boek in Vlaanderen sinds 1800. Een cultuurgeschiedenis. Tielt 2013, ISBN 978-90-209-8374-6.
- Niederdeutsches Quartett. Groth, Reuter, Brinckman, Fehrs in Flandern und den Niederlanden. Berlin 2019, ISBN 978-3-96448-007-1.

## Auszeichnungen
- 1986: Orden des flämischen Löwens (Orde van de Vlaamse Leeuw)
- 1989: Johannes-Sass-Preis
- 2012: Großoffizier des Leopoldsordens